# Fontana di Castore e Polluce

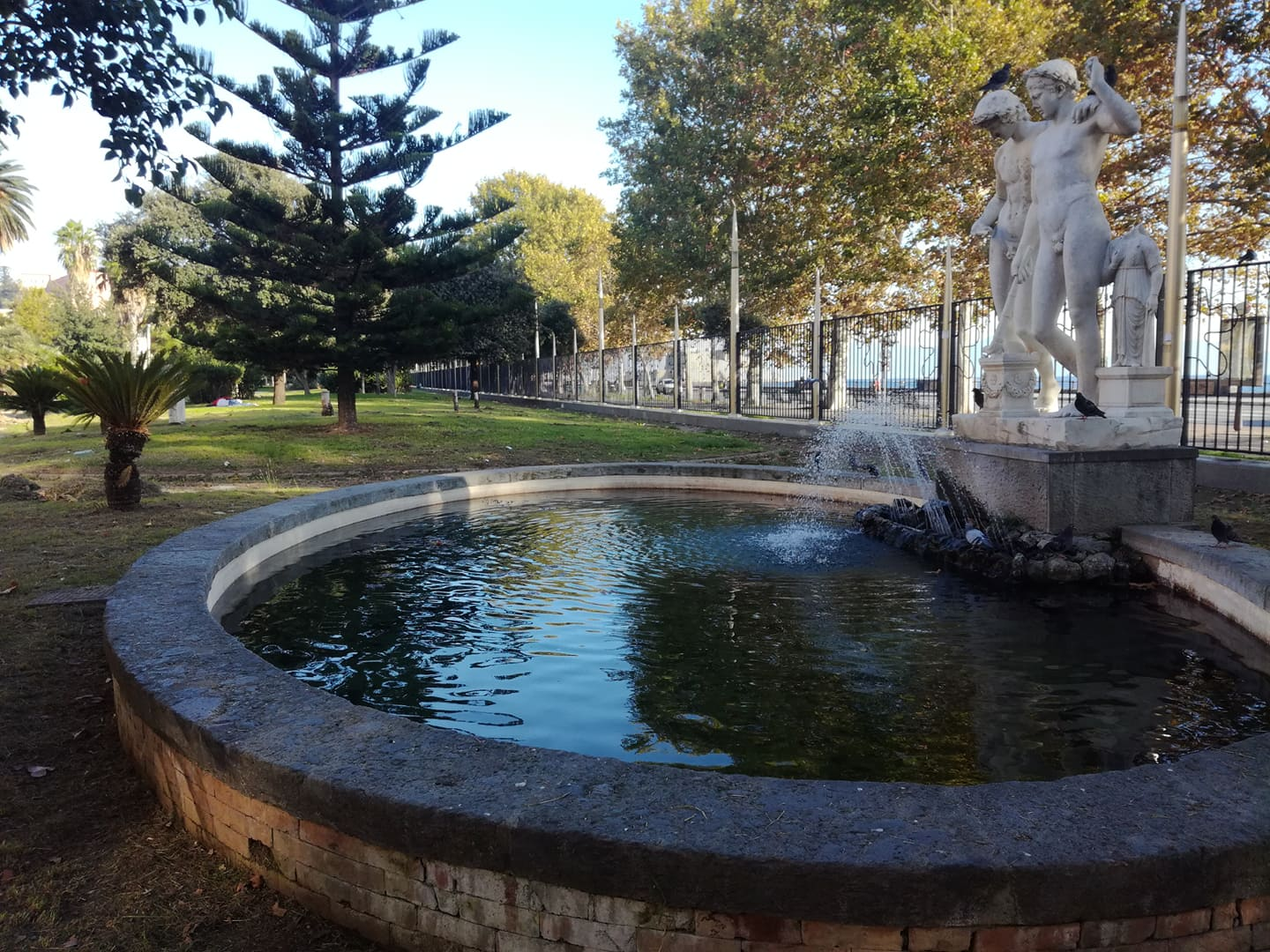
La fontana

La fontana di Castore e Polluce è una delle fontane neoclassiche di Napoli; è locata nella Villa Comunale (ex Villa Reale).
La struttura idrica è posizionata alla sinistra del viale Vanvitelliano, nei pressi della Cassa Armonica e dirimpetto alla Stazione zoologica Anton Dohrn.
La fontana è caratterizzata da una grande vasca circolare al cui centro sorge un ammasso in pietra calcarea; su di esso, sono poggiate le due statue che si rifanno alla mitologia greca: ai Dioscuri che erano i figli di Zeus e Leda; quest'ultima in particolare, per donargli la vita si mutò in uno splendido cigno.
Il gruppo scultorico di Castore e Polluce, copia del Gruppo di San Ildefonso, fu scolpito nel 1764 per la Reggia di Caserta dallo scultore genovese Tommaso Solari. 
Nel 1834, quando il re Ferdinando II affido all'architetto Steffano Gasse l'ampliamento del parco della Villa Reale, il gruppo fu posto nella fontana, che venne costruita tra il 1834 e il 1840 e, come altre fontane dei dintorni, faceva parte nel progetto di abbellimento dell'area verde.